# Vuelta a Suiza 2023
La 86.ª edición de la Vuelta a Suiza fue una carrera de ciclismo en ruta por etapas que se celebró entre el 11 y el 18 de junio de 2023 con inicio en la ciudad de Einsiedeln y final en la ciudad de Gaiserwald. El recorrido constó de un total de 8 etapas sobre una distancia total inicial de 1097 km.
La carrera hizo parte del circuito UCI WorldTour 2023 dentro de la categoría 2.UWT, calendario ciclístico de máximo nivel mundial, siendo la vigésimo cuarta carrera de dicho circuito. El vencedor fue el danés Mattias Skjelmose Jensen del Trek-Segafredo y estuvo acompañado en el podio por el español Juan Ayuso del UAE Emirates y el belga Remco Evenepoel del Soudal Quick-Step, segundo y tercer clasificado respectivamente.
Durante el descenso final de la quinta etapa, el 15 de junio, el ciclista Gino Mäder se salió de la vía sufriendo un grave accidente que el 16 de junio le provocaría la muerte. Por esta razón la sexta etapa solo se corrió de forma conmemorativa, pedaleando como lote de manera neutralizada los últimos 30 kilómetros de la etapa.[cita requerida]

## Equipos participantes
Tomaron la partida un total de 23 equipos, de los cuales 18 eran de categoría UCI WorldTeam y 5 UCI ProTeam, quienes conformaron un pelotón de 161 ciclistas de los cuales terminaron 110. Los equipos participantes fueron:
| WorldTeams (18)- AG2R Citroën Team - Alpecin-Deceuninck - Astana Qazaqstan Team - Bahrain Victorious - Bora-Hansgrohe - Cofidis - EF Education-EasyPost - Groupama-FDJ - Ineos Grenadiers - Intermarché-Circus-Wanty - Jumbo-Visma - Movistar Team - Soudal Quick-Step - Arkéa-Samsic - Team DSM - Team Jayco AlUla - Trek-Segafredo - UAE Team Emirates ProTeams (5)- Israel-Premier Tech - Lotto Dstny - Q36.5 Pro Cycling Team - TotalEnergies - Tudor Pro Cycling Team |
| |

## Etapas
| Etapa     | Fecha     | Recorrido                   | type                    | Distancia (km) | Desnivel (m) | Ganador            | Líder             |
| --------- | --------- | --------------------------- | ----------------------- | -------------- | ------------ | ------------------ | ----------------- |
| 1.ª etapa | 11 de jun | Einsiedeln – Einsiedeln     | contrarreloj individual | 12,7           | 90 m         | Stefan Küng        | Stefan Küng       |
| 2.ª etapa | 12 de jun | Beromünster – Nottwil       | etapa llana             | 173,7          | 1890 m       | Biniam Girmay      | Stefan Küng       |
| 3.ª etapa | 13 de jun | Tafers – Villars-sur-Ollon  | etapa de montaña        | 143,8          | 2677 m       | Mattias Skjelmose  | Mattias Skjelmose |
| 4.ª etapa | 14 de jun | Monthey – Leukerbad         | etapa de montaña        | 152,5          | 2790 m       | Felix Gall         | Felix Gall        |
| 5.ª etapa | 15 de jun | Fiesch – La Punt Chamues-ch | etapa de montaña        | 211            | 4710 m       | Juan Ayuso         | Mattias Skjelmose |
| 6.ª etapa | 16 de jun | Coira – Oberwil-Lieli       | etapa escarpada         | 140,9          | 1938 m       | etapa neutralizada | Mattias Skjelmose |
| 7.ª etapa | 17 de jun | Tübach – Weinfelden         | etapa de media montaña  | 183,5          | 2203 m       | Remco Evenepoel    | Mattias Skjelmose |
| 8.ª etapa | 18 de jun | San Galo – Gaiserwald       | contrarreloj individual | 25,7           | 415 m        | Juan Ayuso         | Mattias Skjelmose |

## Desarrollo de la carrera

### 1.ª etapa
| Einsiedeln - Einsiedeln | contrarreloj individual | (12,7 km) |

| \| Clasificación de la etapa \| Clasificación de la etapa \| Clasificación de la etapa \| Clasificación de la etapa \| Clasificación de la etapa \| \| Ciclista \| Ciclista \| Equipo \| Tiempo \| \| \| ------------------------- \| ------------------------- \| ------------------------- \| ------------------------- \| ------------------------- \| \| 1.º \| Stefan Küng \| Groupama-FDJ \| 13 min 31 s \| \| \| 2.º \| Remco Evenepoel \| Soudal Quick-Step \| + 6 s \| \| \| 3.º \| Wout van Aert \| Jumbo-Visma \| + 10 s \| \| \| 4.º \| Magnus Sheffield \| Ineos Grenadiers \| + 11 s \| \| \| 5.º \| Johan Price-Pejtersen \| Bahrain Victorious \| + 17 s \| \| \| 6.º \| Mattias Skjelmose \| Trek-Segafredo \| + 19 s \| \| \| 7.º \| Stefan Bissegger \| EF Education-EasyPost \| + 20 s \| \| \| 8.º \| Matteo Sobrero \| Team Jayco AlUla \| + 20 s \| \| \| 9.º \| Kasper Asgreen \| Soudal Quick-Step \| + 23 s \| \| \| 10.º \| Juan Ayuso \| UAE Team Emirates \| + 25 s \| \| |                       |                       |             |
| |                       |                       |             |
| Fuente: ProCyclingStats |                       |                       |             |
| Clasificación de la etapa |                       |                       |             |
| Ciclista | Ciclista              | Equipo                | Tiempo      |
| 1.º | Stefan Küng           | Groupama-FDJ          | 13 min 31 s |
| 2.º | Remco Evenepoel       | Soudal Quick-Step     | + 6 s       |
| 3.º | Wout van Aert         | Jumbo-Visma           | + 10 s      |
| 4.º | Magnus Sheffield      | Ineos Grenadiers      | + 11 s      |
| 5.º | Johan Price-Pejtersen | Bahrain Victorious    | + 17 s      |
| 6.º | Mattias Skjelmose     | Trek-Segafredo        | + 19 s      |
| 7.º | Stefan Bissegger      | EF Education-EasyPost | + 20 s      |
| 8.º | Matteo Sobrero        | Team Jayco AlUla      | + 20 s      |
| 9.º | Kasper Asgreen        | Soudal Quick-Step     | + 23 s      |
| 10.º | Juan Ayuso            | UAE Team Emirates     | + 25 s      |

| \| Clasificación general \| Clasificación general \| Clasificación general \| Clasificación general \| Clasificación general \| \| Ciclista \| Ciclista \| Equipo \| Tiempo \| \| \| --------------------- \| --------------------- \| --------------------- \| --------------------- \| --------------------- \| \| 1.º \| Stefan Küng \| Groupama-FDJ \| 13 min 31 s \| \| \| 2.º \| Remco Evenepoel \| Soudal Quick-Step \| + 6 s \| \| \| 3.º \| Wout van Aert \| Jumbo-Visma \| + 10 s \| \| \| 4.º \| Magnus Sheffield \| Ineos Grenadiers \| + 11 s \| \| \| 5.º \| Johan Price-Pejtersen \| Bahrain Victorious \| + 17 s \| \| \| 6.º \| Mattias Skjelmose \| Trek-Segafredo \| + 19 s \| \| \| 7.º \| Stefan Bissegger \| EF Education-EasyPost \| + 20 s \| \| \| 8.º \| Matteo Sobrero \| Team Jayco AlUla \| + 20 s \| \| \| 9.º \| Kasper Asgreen \| Soudal Quick-Step \| + 23 s \| \| \| 10.º \| Juan Ayuso \| UAE Team Emirates \| + 25 s \| \| |                       |                       |             |
| |                       |                       |             |
| Fuente: ProCyclingStats |                       |                       |             |
| Clasificación general |                       |                       |             |
| Ciclista | Ciclista              | Equipo                | Tiempo      |
| 1.º | Stefan Küng           | Groupama-FDJ          | 13 min 31 s |
| 2.º | Remco Evenepoel       | Soudal Quick-Step     | + 6 s       |
| 3.º | Wout van Aert         | Jumbo-Visma           | + 10 s      |
| 4.º | Magnus Sheffield      | Ineos Grenadiers      | + 11 s      |
| 5.º | Johan Price-Pejtersen | Bahrain Victorious    | + 17 s      |
| 6.º | Mattias Skjelmose     | Trek-Segafredo        | + 19 s      |
| 7.º | Stefan Bissegger      | EF Education-EasyPost | + 20 s      |
| 8.º | Matteo Sobrero        | Team Jayco AlUla      | + 20 s      |
| 9.º | Kasper Asgreen        | Soudal Quick-Step     | + 23 s      |
| 10.º | Juan Ayuso            | UAE Team Emirates     | + 25 s      |

### 2.ª etapa
| Beromünster - Nottwil | etapa llana | (173,7 km) |

| \| Clasificación de la etapa \| Clasificación de la etapa \| Clasificación de la etapa \| Clasificación de la etapa \| Clasificación de la etapa \| \| Ciclista \| Ciclista \| Equipo \| Tiempo \| \| \| ------------------------- \| ------------------------- \| ------------------------- \| ------------------------- \| ------------------------- \| \| 1.º \| Biniam Girmay \| Intermarché-Circus-Wanty \| 3 h 53 min 37 s \| \| \| 2.º \| Arnaud Démare \| Groupama-FDJ \| + 0 s \| \| \| 3.º \| Wout van Aert \| Jumbo-Visma \| + 0 s \| \| \| 4.º \| Pavel Bittner \| Team DSM \| + 0 s \| \| \| 5.º \| Peter Sagan \| TotalEnergies \| + 0 s \| \| \| 6.º \| Jordi Meeus \| Bora-Hansgrohe \| + 0 s \| \| \| 7.º \| Iván García Cortina \| Movistar Team \| + 0 s \| \| \| 8.º \| Alex Aranburu \| Movistar Team \| + 0 s \| \| \| 9.º \| Mike Teunissen \| Intermarché-Circus-Wanty \| + 0 s \| \| \| 10.º \| Cedric Beullens \| Lotto Dstny \| + 0 s \| \| |                     |                          |                 |
| |                     |                          |                 |
| Fuente: ProCyclingStats |                     |                          |                 |
| Clasificación de la etapa |                     |                          |                 |
| Ciclista | Ciclista            | Equipo                   | Tiempo          |
| 1.º | Biniam Girmay       | Intermarché-Circus-Wanty | 3 h 53 min 37 s |
| 2.º | Arnaud Démare       | Groupama-FDJ             | + 0 s           |
| 3.º | Wout van Aert       | Jumbo-Visma              | + 0 s           |
| 4.º | Pavel Bittner       | Team DSM                 | + 0 s           |
| 5.º | Peter Sagan         | TotalEnergies            | + 0 s           |
| 6.º | Jordi Meeus         | Bora-Hansgrohe           | + 0 s           |
| 7.º | Iván García Cortina | Movistar Team            | + 0 s           |
| 8.º | Alex Aranburu       | Movistar Team            | + 0 s           |
| 9.º | Mike Teunissen      | Intermarché-Circus-Wanty | + 0 s           |
| 10.º | Cedric Beullens     | Lotto Dstny              | + 0 s           |

| \| Clasificación general \| Clasificación general \| Clasificación general \| Clasificación general \| Clasificación general \| \| Ciclista \| Ciclista \| Equipo \| Tiempo \| \| \| --------------------- \| --------------------- \| --------------------- \| --------------------- \| --------------------- \| \| 1.º \| Stefan Küng \| Groupama-FDJ \| 4 h 07 min 08 s \| \| \| 2.º \| Remco Evenepoel \| Soudal Quick-Step \| + 5 s \| \| \| 3.º \| Wout van Aert \| Jumbo-Visma \| + 6 s \| \| \| 4.º \| Magnus Sheffield \| Ineos Grenadiers \| + 11 s \| \| \| 5.º \| Johan Price-Pejtersen \| Bahrain Victorious \| + 17 s \| \| \| 6.º \| Mattias Skjelmose \| Trek-Segafredo \| + 19 s \| \| \| 7.º \| Stefan Bissegger \| EF Education-EasyPost \| + 20 s \| \| \| 8.º \| Matteo Sobrero \| Team Jayco AlUla \| + 20 s \| \| \| 9.º \| Kasper Asgreen \| Soudal Quick-Step \| + 23 s \| \| \| 10.º \| Juan Ayuso \| UAE Team Emirates \| + 25 s \| \| |                       |                       |                 |
| |                       |                       |                 |
| Fuente: ProCyclingStats |                       |                       |                 |
| Clasificación general |                       |                       |                 |
| Ciclista | Ciclista              | Equipo                | Tiempo          |
| 1.º | Stefan Küng           | Groupama-FDJ          | 4 h 07 min 08 s |
| 2.º | Remco Evenepoel       | Soudal Quick-Step     | + 5 s           |
| 3.º | Wout van Aert         | Jumbo-Visma           | + 6 s           |
| 4.º | Magnus Sheffield      | Ineos Grenadiers      | + 11 s          |
| 5.º | Johan Price-Pejtersen | Bahrain Victorious    | + 17 s          |
| 6.º | Mattias Skjelmose     | Trek-Segafredo        | + 19 s          |
| 7.º | Stefan Bissegger      | EF Education-EasyPost | + 20 s          |
| 8.º | Matteo Sobrero        | Team Jayco AlUla      | + 20 s          |
| 9.º | Kasper Asgreen        | Soudal Quick-Step     | + 23 s          |
| 10.º | Juan Ayuso            | UAE Team Emirates     | + 25 s          |

### 3.ª etapa
| Tafers - Villars-sur-Ollon | etapa de montaña | (143,8 km) |

| \| Clasificación de la etapa \| Clasificación de la etapa \| Clasificación de la etapa \| Clasificación de la etapa \| Clasificación de la etapa \| \| Ciclista \| Ciclista \| Equipo \| Tiempo \| \| \| ------------------------- \| ------------------------- \| ------------------------- \| ------------------------- \| ------------------------- \| \| 1.º \| Mattias Skjelmose \| Trek-Segafredo \| 3 h 29 min 14 s \| \| \| 2.º \| Felix Gall \| AG2R Citroën Team \| + 3 s \| \| \| 3.º \| Juan Ayuso \| UAE Team Emirates \| + 12 s \| \| \| 4.º \| Remco Evenepoel \| Soudal Quick-Step \| + 21 s \| \| \| 5.º \| Cian Uijtdebroeks \| Bora-Hansgrohe \| + 21 s \| \| \| 6.º \| Pello Bilbao \| Bahrain Victorious \| + 21 s \| \| \| 7.º \| Wilco Kelderman \| Jumbo-Visma \| + 21 s \| \| \| 8.º \| Rigoberto Urán \| EF Education-EasyPost \| + 21 s \| \| \| 9.º \| Magnus Sheffield \| Ineos Grenadiers \| + 37 s \| \| \| 10.º \| Romain Bardet \| Team DSM \| + 45 s \| \| |                   |                       |                 |
| |                   |                       |                 |
| Fuente: ProCyclingStats |                   |                       |                 |
| Clasificación de la etapa |                   |                       |                 |
| Ciclista | Ciclista          | Equipo                | Tiempo          |
| 1.º | Mattias Skjelmose | Trek-Segafredo        | 3 h 29 min 14 s |
| 2.º | Felix Gall        | AG2R Citroën Team     | + 3 s           |
| 3.º | Juan Ayuso        | UAE Team Emirates     | + 12 s          |
| 4.º | Remco Evenepoel   | Soudal Quick-Step     | + 21 s          |
| 5.º | Cian Uijtdebroeks | Bora-Hansgrohe        | + 21 s          |
| 6.º | Pello Bilbao      | Bahrain Victorious    | + 21 s          |
| 7.º | Wilco Kelderman   | Jumbo-Visma           | + 21 s          |
| 8.º | Rigoberto Urán    | EF Education-EasyPost | + 21 s          |
| 9.º | Magnus Sheffield  | Ineos Grenadiers      | + 37 s          |
| 10.º | Romain Bardet     | Team DSM              | + 45 s          |

| \| Clasificación general \| Clasificación general \| Clasificación general \| Clasificación general \| Clasificación general \| \| Ciclista \| Ciclista \| Equipo \| Tiempo \| \| \| --------------------- \| --------------------- \| --------------------- \| --------------------- \| --------------------- \| \| 1.º \| Mattias Skjelmose \| Trek-Segafredo \| 7 h 36 min 31 s \| \| \| 2.º \| Remco Evenepoel \| Soudal Quick-Step \| + 17 s \| \| \| 3.º \| Juan Ayuso \| UAE Team Emirates \| + 24 s \| \| \| 4.º \| Magnus Sheffield \| Ineos Grenadiers \| + 39 s \| \| \| 5.º \| Pello Bilbao \| Bahrain Victorious \| + 49 s \| \| \| 6.º \| Rigoberto Urán \| EF Education-EasyPost \| + 56 s \| \| \| 7.º \| Wilco Kelderman \| Jumbo-Visma \| + 1 min 04 s \| \| \| 8.º \| Ion Izagirre \| Cofidis \| + 1 min 05 s \| \| \| 9.º \| Felix Gall \| AG2R Citroën Team \| + 1 min 07 s \| \| \| 10.º \| Romain Bardet \| Team DSM \| + 1 min 15 s \| \| |                   |                       |                 |
| |                   |                       |                 |
| Fuente: ProCyclingStats |                   |                       |                 |
| Clasificación general |                   |                       |                 |
| Ciclista | Ciclista          | Equipo                | Tiempo          |
| 1.º | Mattias Skjelmose | Trek-Segafredo        | 7 h 36 min 31 s |
| 2.º | Remco Evenepoel   | Soudal Quick-Step     | + 17 s          |
| 3.º | Juan Ayuso        | UAE Team Emirates     | + 24 s          |
| 4.º | Magnus Sheffield  | Ineos Grenadiers      | + 39 s          |
| 5.º | Pello Bilbao      | Bahrain Victorious    | + 49 s          |
| 6.º | Rigoberto Urán    | EF Education-EasyPost | + 56 s          |
| 7.º | Wilco Kelderman   | Jumbo-Visma           | + 1 min 04 s    |
| 8.º | Ion Izagirre      | Cofidis               | + 1 min 05 s    |
| 9.º | Felix Gall        | AG2R Citroën Team     | + 1 min 07 s    |
| 10.º | Romain Bardet     | Team DSM              | + 1 min 15 s    |

### 4.ª etapa
| Monthey - Leukerbad | etapa de montaña | (152,5 km) |

| \| Clasificación de la etapa \| Clasificación de la etapa \| Clasificación de la etapa \| Clasificación de la etapa \| Clasificación de la etapa \| \| Ciclista \| Ciclista \| Equipo \| Tiempo \| \| \| ------------------------- \| ------------------------- \| ------------------------- \| ------------------------- \| ------------------------- \| \| 1.º \| Felix Gall \| AG2R Citroën Team \| 3 h 42 min 22 s \| \| \| 2.º \| Remco Evenepoel \| Soudal Quick-Step \| + 1 min 02 s \| \| \| 3.º \| Mattias Skjelmose \| Trek-Segafredo \| + 1 min 03 s \| \| \| 4.º \| Cian Uijtdebroeks \| Bora-Hansgrohe \| + 1 min 05 s \| \| \| 5.º \| Wilco Kelderman \| Jumbo-Visma \| + 1 min 05 s \| \| \| 6.º \| Pello Bilbao \| Bahrain Victorious \| + 1 min 05 s \| \| \| 7.º \| Romain Bardet \| Team DSM \| + 1 min 07 s \| \| \| 8.º \| Sylvain Moniquet \| Lotto Dstny \| + 1 min 10 s \| \| \| 9.º \| Harold Tejada \| Astana Qazaqstan Team \| + 1 min 36 s \| \| \| 10.º \| Maximilian Schachmann \| Bora-Hansgrohe \| + 1 min 49 s \| \| |                       |                       |                 |
| |                       |                       |                 |
| Fuente: ProCyclingStats |                       |                       |                 |
| Clasificación de la etapa |                       |                       |                 |
| Ciclista | Ciclista              | Equipo                | Tiempo          |
| 1.º | Felix Gall            | AG2R Citroën Team     | 3 h 42 min 22 s |
| 2.º | Remco Evenepoel       | Soudal Quick-Step     | + 1 min 02 s    |
| 3.º | Mattias Skjelmose     | Trek-Segafredo        | + 1 min 03 s    |
| 4.º | Cian Uijtdebroeks     | Bora-Hansgrohe        | + 1 min 05 s    |
| 5.º | Wilco Kelderman       | Jumbo-Visma           | + 1 min 05 s    |
| 6.º | Pello Bilbao          | Bahrain Victorious    | + 1 min 05 s    |
| 7.º | Romain Bardet         | Team DSM              | + 1 min 07 s    |
| 8.º | Sylvain Moniquet      | Lotto Dstny           | + 1 min 10 s    |
| 9.º | Harold Tejada         | Astana Qazaqstan Team | + 1 min 36 s    |
| 10.º | Maximilian Schachmann | Bora-Hansgrohe        | + 1 min 49 s    |

| \| Clasificación general \| Clasificación general \| Clasificación general \| Clasificación general \| Clasificación general \| \| Ciclista \| Ciclista \| Equipo \| Tiempo \| \| \| --------------------- \| --------------------- \| --------------------- \| --------------------- \| --------------------- \| \| 1.º \| Felix Gall \| AG2R Citroën Team \| 11 h 19 min 50 s \| \| \| 2.º \| Mattias Skjelmose \| Trek-Segafredo \| + 2 s \| \| \| 3.º \| Remco Evenepoel \| Soudal Quick-Step \| + 16 s \| \| \| 4.º \| Pello Bilbao \| Bahrain Victorious \| + 57 s \| \| \| 5.º \| Wilco Kelderman \| Jumbo-Visma \| + 1 min 12 s \| \| \| 6.º \| Juan Ayuso \| UAE Team Emirates \| + 1 min 18 s \| \| \| 7.º \| Romain Bardet \| Team DSM \| + 1 min 25 s \| \| \| 8.º \| Cian Uijtdebroeks \| Bora-Hansgrohe \| + 1 min 26 s \| \| \| 9.º \| Magnus Sheffield \| Ineos Grenadiers \| + 1 min 33 s \| \| \| 10.º \| Rigoberto Urán \| EF Education-EasyPost \| + 1 min 50 s \| \| |                   |                       |                  |
| |                   |                       |                  |
| Fuente: ProCyclingStats |                   |                       |                  |
| Clasificación general |                   |                       |                  |
| Ciclista | Ciclista          | Equipo                | Tiempo           |
| 1.º | Felix Gall        | AG2R Citroën Team     | 11 h 19 min 50 s |
| 2.º | Mattias Skjelmose | Trek-Segafredo        | + 2 s            |
| 3.º | Remco Evenepoel   | Soudal Quick-Step     | + 16 s           |
| 4.º | Pello Bilbao      | Bahrain Victorious    | + 57 s           |
| 5.º | Wilco Kelderman   | Jumbo-Visma           | + 1 min 12 s     |
| 6.º | Juan Ayuso        | UAE Team Emirates     | + 1 min 18 s     |
| 7.º | Romain Bardet     | Team DSM              | + 1 min 25 s     |
| 8.º | Cian Uijtdebroeks | Bora-Hansgrohe        | + 1 min 26 s     |
| 9.º | Magnus Sheffield  | Ineos Grenadiers      | + 1 min 33 s     |
| 10.º | Rigoberto Urán    | EF Education-EasyPost | + 1 min 50 s     |

### 5.ª etapa
| Fiesch - La Punt Chamues-ch | etapa de montaña | (211 km) |

| \| Clasificación de la etapa \| Clasificación de la etapa \| Clasificación de la etapa \| Clasificación de la etapa \| Clasificación de la etapa \| \| Ciclista \| Ciclista \| Equipo \| Tiempo \| \| \| ------------------------- \| ------------------------- \| ------------------------- \| ------------------------- \| ------------------------- \| \| 1.º \| Juan Ayuso \| UAE Team Emirates \| 5 h 23 min 01 s \| \| \| 2.º \| Mattias Skjelmose \| Trek-Segafredo \| + 54 s \| \| \| 3.º \| Pello Bilbao \| Bahrain Victorious \| + 54 s \| \| \| 4.º \| Rigoberto Urán \| EF Education-EasyPost \| + 54 s \| \| \| 5.º \| Romain Bardet \| Team DSM \| + 54 s \| \| \| 6.º \| Wilco Kelderman \| Jumbo-Visma \| + 54 s \| \| \| 7.º \| Rui Alberto Costa \| Intermarché-Circus-Wanty \| + 58 s \| \| \| 8.º \| Felix Gall \| AG2R Citroën Team \| + 58 s \| \| \| 9.º \| Antonio Tiberi \| Bahrain Victorious \| + 1 min 01 s \| \| \| 10.º \| Remco Evenepoel \| Soudal Quick-Step \| + 1 min 20 s \| \| |                   |                          |                 |
| |                   |                          |                 |
| Fuente: ProCyclingStats |                   |                          |                 |
| Clasificación de la etapa |                   |                          |                 |
| Ciclista | Ciclista          | Equipo                   | Tiempo          |
| 1.º | Juan Ayuso        | UAE Team Emirates        | 5 h 23 min 01 s |
| 2.º | Mattias Skjelmose | Trek-Segafredo           | + 54 s          |
| 3.º | Pello Bilbao      | Bahrain Victorious       | + 54 s          |
| 4.º | Rigoberto Urán    | EF Education-EasyPost    | + 54 s          |
| 5.º | Romain Bardet     | Team DSM                 | + 54 s          |
| 6.º | Wilco Kelderman   | Jumbo-Visma              | + 54 s          |
| 7.º | Rui Alberto Costa | Intermarché-Circus-Wanty | + 58 s          |
| 8.º | Felix Gall        | AG2R Citroën Team        | + 58 s          |
| 9.º | Antonio Tiberi    | Bahrain Victorious       | + 1 min 01 s    |
| 10.º | Remco Evenepoel   | Soudal Quick-Step        | + 1 min 20 s    |

| \| Clasificación general \| Clasificación general \| Clasificación general \| Clasificación general \| Clasificación general \| \| Ciclista \| Ciclista \| Equipo \| Tiempo \| \| \| --------------------- \| --------------------- \| --------------------- \| --------------------- \| --------------------- \| \| 1.º \| Mattias Skjelmose \| Trek-Segafredo \| 16 h 43 min 41 s \| \| \| 2.º \| Felix Gall \| AG2R Citroën Team \| + 8 s \| \| \| 3.º \| Juan Ayuso \| UAE Team Emirates \| + 18 s \| \| \| 4.º \| Remco Evenepoel \| Soudal Quick-Step \| + 46 s \| \| \| 5.º \| Pello Bilbao \| Bahrain Victorious \| + 57 s \| \| \| 6.º \| Wilco Kelderman \| Jumbo-Visma \| + 1 min 16 s \| \| \| 7.º \| Romain Bardet \| Team DSM \| + 1 min 29 s \| \| \| 8.º \| Rigoberto Urán \| EF Education-EasyPost \| + 1 min 54 s \| \| \| 9.º \| Cian Uijtdebroeks \| Bora-Hansgrohe \| + 1 min 57 s \| \| \| 10.º \| Dylan Teuns \| Israel-Premier Tech \| + 3 min 00 s \| \| |                   |                       |                  |
| |                   |                       |                  |
| Fuente: ProCyclingStats |                   |                       |                  |
| Clasificación general |                   |                       |                  |
| Ciclista | Ciclista          | Equipo                | Tiempo           |
| 1.º | Mattias Skjelmose | Trek-Segafredo        | 16 h 43 min 41 s |
| 2.º | Felix Gall        | AG2R Citroën Team     | + 8 s            |
| 3.º | Juan Ayuso        | UAE Team Emirates     | + 18 s           |
| 4.º | Remco Evenepoel   | Soudal Quick-Step     | + 46 s           |
| 5.º | Pello Bilbao      | Bahrain Victorious    | + 57 s           |
| 6.º | Wilco Kelderman   | Jumbo-Visma           | + 1 min 16 s     |
| 7.º | Romain Bardet     | Team DSM              | + 1 min 29 s     |
| 8.º | Rigoberto Urán    | EF Education-EasyPost | + 1 min 54 s     |
| 9.º | Cian Uijtdebroeks | Bora-Hansgrohe        | + 1 min 57 s     |
| 10.º | Dylan Teuns       | Israel-Premier Tech   | + 3 min 00 s     |

### 6.ª etapa
Etapa neutralizada, sólo se pedalearon los últimos 30 km en memoria Gino Mäder quien murió por un accidente en la etapa 5.
| Coira - Oberwil-Lieli | etapa escarpada | (140,9 km) |

| \| Clasificación de la etapa \| Clasificación de la etapa \| Clasificación de la etapa \| Clasificación de la etapa \| Clasificación de la etapa \| \| Ciclista \| Ciclista \| Equipo \| Tiempo \| \| \| ------------------------- \| ------------------------- \| ------------------------- \| ------------------------- \| ------------------------- \| |          |        |        |
| |          |        |        |
| Fuente: ProCyclingStats |          |        |        |
| Clasificación de la etapa |          |        |        |
| Ciclista | Ciclista | Equipo | Tiempo |

| \| Clasificación general \| Clasificación general \| Clasificación general \| Clasificación general \| Clasificación general \| \| Ciclista \| Ciclista \| Equipo \| Tiempo \| \| \| --------------------- \| --------------------- \| --------------------- \| --------------------- \| --------------------- \| |          |        |        |
| |          |        |        |
| Fuente: ProCyclingStats |          |        |        |
| Clasificación general |          |        |        |
| Ciclista | Ciclista | Equipo | Tiempo |

### 7.ª etapa
| Tübach - Weinfelden | etapa de media montaña | (183,5 km) |

| \| Clasificación de la etapa \| Clasificación de la etapa \| Clasificación de la etapa \| Clasificación de la etapa \| Clasificación de la etapa \| \| Ciclista \| Ciclista \| Equipo \| Tiempo \| \| \| ------------------------- \| ------------------------- \| ------------------------- \| ------------------------- \| ------------------------- \| \| 1.º \| Remco Evenepoel \| Soudal Quick-Step \| 4 h 01 min 04 s \| \| \| 2.º \| Wout van Aert \| Jumbo-Visma \| + 0 s \| \| \| 3.º \| Bryan Coquard \| Cofidis \| + 0 s \| \| \| 4.º \| Lorrenzo Manzin \| TotalEnergies \| + 0 s \| \| \| 5.º \| Alex Aranburu \| Movistar Team \| + 0 s \| \| \| 6.º \| Kevin Vermaerke \| Team DSM \| + 0 s \| \| \| 7.º \| Romain Grégoire \| Groupama-FDJ \| + 0 s \| \| \| 8.º \| Jonas Koch \| Bora-Hansgrohe \| + 0 s \| \| \| 9.º \| Gonzalo Serrano Rodríguez \| Movistar Team \| + 0 s \| \| \| 10.º \| Matthew Dinham \| Team DSM \| + 0 s \| \| |                           |                   |                 |
| |                           |                   |                 |
| Fuente: ProCyclingStats |                           |                   |                 |
| Clasificación de la etapa |                           |                   |                 |
| Ciclista | Ciclista                  | Equipo            | Tiempo          |
| 1.º | Remco Evenepoel           | Soudal Quick-Step | 4 h 01 min 04 s |
| 2.º | Wout van Aert             | Jumbo-Visma       | + 0 s           |
| 3.º | Bryan Coquard             | Cofidis           | + 0 s           |
| 4.º | Lorrenzo Manzin           | TotalEnergies     | + 0 s           |
| 5.º | Alex Aranburu             | Movistar Team     | + 0 s           |
| 6.º | Kevin Vermaerke           | Team DSM          | + 0 s           |
| 7.º | Romain Grégoire           | Groupama-FDJ      | + 0 s           |
| 8.º | Jonas Koch                | Bora-Hansgrohe    | + 0 s           |
| 9.º | Gonzalo Serrano Rodríguez | Movistar Team     | + 0 s           |
| 10.º | Matthew Dinham            | Team DSM          | + 0 s           |

| \| Clasificación general \| Clasificación general \| Clasificación general \| Clasificación general \| Clasificación general \| \| Ciclista \| Ciclista \| Equipo \| Tiempo \| \| \| --------------------- \| --------------------- \| --------------------- \| --------------------- \| --------------------- \| \| 1.º \| Mattias Skjelmose \| Trek-Segafredo \| 20 h 44 min 45 s \| \| \| 2.º \| Felix Gall \| AG2R Citroën Team \| + 8 s \| \| \| 3.º \| Juan Ayuso \| UAE Team Emirates \| + 18 s \| \| \| 4.º \| Remco Evenepoel \| Soudal Quick-Step \| + 46 s \| \| \| 5.º \| Wilco Kelderman \| Jumbo-Visma \| + 1 min 16 s \| \| \| 6.º \| Romain Bardet \| Team DSM \| + 1 min 29 s \| \| \| 7.º \| Rigoberto Urán \| EF Education-EasyPost \| + 1 min 54 s \| \| \| 8.º \| Cian Uijtdebroeks \| Bora-Hansgrohe \| + 1 min 57 s \| \| \| 9.º \| Dylan Teuns \| Israel-Premier Tech \| + 3 min 00 s \| \| \| 10.º \| Harold Tejada \| Astana Qazaqstan Team \| + 3 min 48 s \| \| |                   |                       |                  |
| |                   |                       |                  |
| Fuente: ProCyclingStats |                   |                       |                  |
| Clasificación general |                   |                       |                  |
| Ciclista | Ciclista          | Equipo                | Tiempo           |
| 1.º | Mattias Skjelmose | Trek-Segafredo        | 20 h 44 min 45 s |
| 2.º | Felix Gall        | AG2R Citroën Team     | + 8 s            |
| 3.º | Juan Ayuso        | UAE Team Emirates     | + 18 s           |
| 4.º | Remco Evenepoel   | Soudal Quick-Step     | + 46 s           |
| 5.º | Wilco Kelderman   | Jumbo-Visma           | + 1 min 16 s     |
| 6.º | Romain Bardet     | Team DSM              | + 1 min 29 s     |
| 7.º | Rigoberto Urán    | EF Education-EasyPost | + 1 min 54 s     |
| 8.º | Cian Uijtdebroeks | Bora-Hansgrohe        | + 1 min 57 s     |
| 9.º | Dylan Teuns       | Israel-Premier Tech   | + 3 min 00 s     |
| 10.º | Harold Tejada     | Astana Qazaqstan Team | + 3 min 48 s     |

### 8.ª etapa
| San Galo - Gaiserwald | contrarreloj individual | (25,7 km) |

| \| Clasificación de la etapa \| Clasificación de la etapa \| Clasificación de la etapa \| Clasificación de la etapa \| Clasificación de la etapa \| \| Ciclista \| Ciclista \| Equipo \| Tiempo \| \| \| ------------------------- \| ------------------------- \| ------------------------- \| ------------------------- \| ------------------------- \| \| 1.º \| Juan Ayuso \| UAE Team Emirates \| 32 min 25 s \| \| \| 2.º \| Remco Evenepoel \| Soudal Quick-Step \| + 8 s \| \| \| 3.º \| Mattias Skjelmose \| Trek-Segafredo \| + 9 s \| \| \| 4.º \| Stefan Bissegger \| EF Education-EasyPost \| + 23 s \| \| \| 5.º \| Wout van Aert \| Jumbo-Visma \| + 28 s \| \| \| 6.º \| Kasper Asgreen \| Soudal Quick-Step \| + 36 s \| \| \| 7.º \| Mattia Cattaneo \| Soudal Quick-Step \| + 39 s \| \| \| 8.º \| Matteo Sobrero \| Team Jayco AlUla \| + 40 s \| \| \| 9.º \| Finn Fisher-Black \| UAE Team Emirates \| + 42 s \| \| \| 10.º \| Neilson Powless \| EF Education-EasyPost \| + 46 s \| \| |                   |                       |             |
| |                   |                       |             |
| Fuente: ProCyclingStats |                   |                       |             |
| Clasificación de la etapa |                   |                       |             |
| Ciclista | Ciclista          | Equipo                | Tiempo      |
| 1.º | Juan Ayuso        | UAE Team Emirates     | 32 min 25 s |
| 2.º | Remco Evenepoel   | Soudal Quick-Step     | + 8 s       |
| 3.º | Mattias Skjelmose | Trek-Segafredo        | + 9 s       |
| 4.º | Stefan Bissegger  | EF Education-EasyPost | + 23 s      |
| 5.º | Wout van Aert     | Jumbo-Visma           | + 28 s      |
| 6.º | Kasper Asgreen    | Soudal Quick-Step     | + 36 s      |
| 7.º | Mattia Cattaneo   | Soudal Quick-Step     | + 39 s      |
| 8.º | Matteo Sobrero    | Team Jayco AlUla      | + 40 s      |
| 9.º | Finn Fisher-Black | UAE Team Emirates     | + 42 s      |
| 10.º | Neilson Powless   | EF Education-EasyPost | + 46 s      |

## Clasificaciones finales
- Las clasificaciones finalizaron de la siguiente forma:[3]

### Clasificación general
| \| Clasificación general \| Clasificación general \| Clasificación general \| Clasificación general \| Clasificación general \| \| Ciclista \| Ciclista \| Equipo \| Tiempo \| \| \| --------------------- \| --------------------- \| --------------------- \| --------------------- \| --------------------- \| \| 1.º \| Mattias Skjelmose \| Trek-Segafredo \| 21 h 17 min 19 s \| \| \| 2.º \| Juan Ayuso \| UAE Team Emirates \| + 9 s \| \| \| 3.º \| Remco Evenepoel \| Soudal Quick-Step \| + 45 s \| \| \| 4.º \| Wilco Kelderman \| Jumbo-Visma \| + 2 min 09 s \| \| \| 5.º \| Romain Bardet \| Team DSM \| + 2 min 41 s \| \| \| 6.º \| Rigoberto Urán \| EF Education-EasyPost \| + 2 min 47 s \| \| \| 7.º \| Cian Uijtdebroeks \| Bora-Hansgrohe \| + 3 min 04 s \| \| \| 8.º \| Felix Gall \| AG2R Citroën Team \| + 3 min 25 s \| \| \| 9.º \| Dylan Teuns \| Israel-Premier Tech \| + 4 min 29 s \| \| \| 10.º \| Harold Tejada \| Astana Qazaqstan Team \| + 4 min 57 s \| \| |                   |                       |                  |
| |                   |                       |                  |
| Fuente: ProCyclingStats |                   |                       |                  |
| Clasificación general |                   |                       |                  |
| Ciclista | Ciclista          | Equipo                | Tiempo           |
| 1.º | Mattias Skjelmose | Trek-Segafredo        | 21 h 17 min 19 s |
| 2.º | Juan Ayuso        | UAE Team Emirates     | + 9 s            |
| 3.º | Remco Evenepoel   | Soudal Quick-Step     | + 45 s           |
| 4.º | Wilco Kelderman   | Jumbo-Visma           | + 2 min 09 s     |
| 5.º | Romain Bardet     | Team DSM              | + 2 min 41 s     |
| 6.º | Rigoberto Urán    | EF Education-EasyPost | + 2 min 47 s     |
| 7.º | Cian Uijtdebroeks | Bora-Hansgrohe        | + 3 min 04 s     |
| 8.º | Felix Gall        | AG2R Citroën Team     | + 3 min 25 s     |
| 9.º | Dylan Teuns       | Israel-Premier Tech   | + 4 min 29 s     |
| 10.º | Harold Tejada     | Astana Qazaqstan Team | + 4 min 57 s     |

### Clasificación por puntos
| Clasificación por puntos | Clasificación por puntos | Clasificación por puntos | Clasificación por puntos | Clasificación por puntos |
| Ciclista                 | Ciclista                 | Equipo                   | Puntos                   |                          |
| ------------------------ | ------------------------ | ------------------------ | ------------------------ | ------------------------ |
| 1.º                      | Wout van Aert            | Jumbo-Visma              | 52 pts                   |                          |
| 2.º                      | Remco Evenepoel          | Soudal Quick-Step        | 40 pts                   |                          |
| 3.º                      | Mattias Skjelmose        | Trek-Segafredo           | 32 pts                   |                          |
| 4.º                      | Juan Ayuso               | UAE Team Emirates        | 30 pts                   |                          |
| 5.º                      | Felix Gall               | AG2R Citroën Team        | 20 pts                   |                          |
| 6.º                      | Quinten Hermans          | Alpecin-Deceuninck       | 10 pts                   |                          |
| 7.º                      | Stan Dewulf              | AG2R Citroën Team        | 10 pts                   |                          |
| 8.º                      | Kristian Sbaragli        | Alpecin-Deceuninck       | 9 pts                    |                          |
| 9.º                      | Cian Uijtdebroeks        | Bora-Hansgrohe           | 6 pts                    |                          |
| 10.º                     | Michael Gogl             | Alpecin-Deceuninck       | 6 pts                    |                          |

### Clasificación de la montaña
| Clasificación de la montaña | Clasificación de la montaña | Clasificación de la montaña | Clasificación de la montaña | Clasificación de la montaña |
| Ciclista                    | Ciclista                    | Equipo                      | Puntos                      |                             |
| --------------------------- | --------------------------- | --------------------------- | --------------------------- | --------------------------- |
| 1.º                         | Pascal Eenkhoorn            | Lotto Dstny                 | 44 pts                      |                             |
| 2.º                         | Sergio Higuita              | Bora-Hansgrohe              | 28 pts                      |                             |
| 3.º                         | Juan Ayuso                  | UAE Team Emirates           | 26 pts                      |                             |
| 4.º                         | Felix Gall                  | AG2R Citroën Team           | 24 pts                      |                             |
| 5.º                         | Nickolas Zukowsky           | Q36.5 Pro Cycling Team      | 17 pts                      |                             |
| 6.º                         | Wout van Aert               | Jumbo-Visma                 | 16 pts                      |                             |
| 7.º                         | Wilco Kelderman             | Jumbo-Visma                 | 14 pts                      |                             |
| 8.º                         | Julien Bernard              | Trek-Segafredo              | 13 pts                      |                             |
| 10.º                        | Silvan Dillier              | Alpecin-Deceuninck          | 12 pts                      |                             |

### Clasificación de los jóvenes
| Clasificación del mejor joven | Clasificación del mejor joven | Clasificación del mejor joven | Clasificación del mejor joven | Clasificación del mejor joven |
| Ciclista                      | Ciclista                      | Equipo                        | Tiempo                        |                               |
| ----------------------------- | ----------------------------- | ----------------------------- | ----------------------------- | ----------------------------- |
| 1.º                           | Mattias Skjelmose             | Trek-Segafredo                | 21 h 17 min 19 s              |                               |
| 2.º                           | Juan Ayuso                    | UAE Team Emirates             | + 9 s                         |                               |
| 3.º                           | Remco Evenepoel               | Soudal Quick-Step             | + 45 s                        |                               |
| 4.º                           | Cian Uijtdebroeks             | Bora-Hansgrohe                | + 3 min 04 s                  |                               |
| 5.º                           | Felix Gall                    | AG2R Citroën Team             | + 3 min 25 s                  |                               |
| 6.º                           | Romain Grégoire               | Groupama-FDJ                  | + 8 min 42 s                  |                               |
| 7.º                           | Welay Berhe                   | Team Jayco AlUla              | + 11 min 22 s                 |                               |
| 8.º                           | Thomas Pidcock                | Ineos Grenadiers              | + 21 min 32 s                 |                               |
| 9.º                           | Kevin Vermaerke               | Team DSM                      | + 29 min 32 s                 |                               |
| 10.º                          | Ewen Costiou                  | Arkéa-Samsic                  | + 33 min 45 s                 |                               |

### Clasificación por equipos
| Clasificación por equipos | Clasificación por equipos | Clasificación por equipos | Clasificación por equipos |
| Equipo                    | Equipo                    | Tiempo                    |                           |
| ------------------------- | ------------------------- | ------------------------- | ------------------------- |
| 1.º                       | AG2R Citroën Team         | 64 h 28 min 19 s          |                           |
| 2.º                       | Israel-Premier Tech       | + 2 min 35 s              |                           |
| 3.º                       | Ineos Grenadiers          | + 5 min 22 s              |                           |
| 4.º                       | Team Jayco AlUla          | + 6 min 19 s              |                           |
| 5.º                       | Bora-Hansgrohe            | + 9 min 35 s              |                           |
| 6.º                       | Groupama-FDJ              | + 11 min 04 s             |                           |
| 7.º                       | EF Education-EasyPost     | + 14 min 58 s             |                           |
| 8.º                       | Soudal Quick-Step         | + 19 min 12 s             |                           |
| 9.º                       | Trek-Segafredo            | + 19 min 30 s             |                           |
| 10.º                      | Jumbo-Visma               | + 23 min 43 s             |                           |

## Evolución de las clasificaciones
| Etapa                   |                         | Ganador _          | Clasificación general | Puntos        | Montaña           | Jóvenes           | Equipo            |
| ----------------------- | ----------------------- | ------------------ | --------------------- | ------------- | ----------------- | ----------------- | ----------------- |
| 1.ª etapa               | contrarreloj individual | Stefan Küng        | Stefan Küng           | Stefan Küng   | no otorgado       | Remco Evenepoel   | Soudal Quick-Step |
| 2.ª etapa               | etapa llana             | Biniam Girmay      | Stefan Küng           | Wout van Aert | Nickolas Zukowsky | Remco Evenepoel   | Soudal Quick-Step |
| 3.ª etapa               | etapa de montaña        | Mattias Skjelmose  | Mattias Skjelmose     | Wout van Aert | Nickolas Zukowsky | Mattias Skjelmose | Ineos Grenadiers  |
| 4.ª etapa               | etapa de montaña        | Felix Gall         | Felix Gall            | Wout van Aert | Lilian Calmejane  | Felix Gall        | Ineos Grenadiers  |
| 5.ª etapa               | etapa de montaña        | Juan Ayuso         | Mattias Skjelmose     | Wout van Aert | Pascal Eenkhoorn  | Mattias Skjelmose | AG2R Citroën Team |
| 6.ª etapa               | etapa escarpada         | etapa neutralizada | Mattias Skjelmose     | Wout van Aert | Pascal Eenkhoorn  | Mattias Skjelmose | AG2R Citroën Team |
| 7.ª etapa               | etapa de media montaña  | Remco Evenepoel    | Mattias Skjelmose     | Wout van Aert | Pascal Eenkhoorn  | Mattias Skjelmose | AG2R Citroën Team |
| 8.ª etapa               | contrarreloj individual | Juan Ayuso         | Mattias Skjelmose     | Wout van Aert | Pascal Eenkhoorn  | Mattias Skjelmose | AG2R Citroën Team |
| Clasificaciones finales | Clasificaciones finales |                    | Mattias Skjelmose     | Wout van Aert | Pascal Eenkhoorn  | Mattias Skjelmose | AG2R Citroën Team |

## Ciclistas participantes y posiciones finales
Convenciones:
- AB-N: Abandono en la etapa "N"
- FLT-N: Retiro por llegada fuera del límite de tiempo en la etapa "N"
- NTS-N: No tomó la salida para la etapa "N"
- DES-N: Descalificado o expulsado en la etapa "N"

## UCI World Ranking
La Vuelta a Suiza otorgó puntos para el UCI World Ranking para corredores de los equipos en las categorías UCI WorldTeam, UCI ProTeam y Continental. Las siguientes tablas son el baremo de puntuación y los diez corredores que obtuvieron más puntos:
| Posición              | 1.º | 2.º | 3.º | 4.º | 5.º | 6.º | 7.º | 8.º | 9.º | 10.º | 11.º | 12.º | 13.º | 14.º | 15.º | 16.º-20.º | 21.º-30.º | 31.º-50.º | 51.º-55.º | 56.º-60.º |
| Clasificación general | 500 | 400 | 325 | 275 | 225 | 175 | 150 | 125 | 100 | 85   | 70   | 60   | 50   | 40   | 35   | 30        | 20        | 10        | 5         | 3         |
| Por etapa             | 60  | 40  | 30  | 25  | 20  | 15  | 10  | 8   | 5   | 2    |      |      |      |      |      |           |           |           |           |           |
| Líder                 | 10  |     |     |     |     |     |     |     |     |      |      |      |      |      |      |           |           |           |           |           |

| Clasificación |                          |                       |         |       |       |       |
| Posición      | Ciclista                 | Equipo                | General | Etapa | Líder | Total |
| ------------- | ------------------------ | --------------------- | ------- | ----- | ----- | ----- |
| 1.º           | Mattias Skjelmose Jensen | Trek-Segafredo        | 500     | 175   | 30    | 705   |
| 2.º           | Juan Ayuso               | UAE Emirates          | 400     | 152   | -     | 552   |
| 3.º           | Remco Evenepoel          | Soudal Quick-Step     | 325     | 207   | -     | 532   |
| 4.º           | Wilco Kelderman          | Jumbo-Visma           | 275     | 45    | -     | 320   |
| 5.º           | Romain Bardet            | DSM                   | 225     | 32    | -     | 257   |
| 6.º           | Felix Gall               | AG2R Citroën          | 125     | 108   | 10    | 243   |
| 7.º           | Rigoberto Urán           | EF Education-EasyPost | 175     | 33    | -     | 208   |
| 8.º           | Cian Uijtdebroeks        | Bora-Hansgrohe        | 150     | 45    | -     | 195   |
| 9.º           | Wout van Aert            | Jumbo-Visma           | 10      | 120   | -     | 130   |
| 10.º          | Dylan Teuns              | Israel-Premier Tech   | 100     | -     | -     | 100   |